# Jacques Pelzer
Pour les articles homonymes, voir Pelzer.
Jacques Pelzer est un saxophoniste (alto et, plus rarement, soprano) et flûtiste de jazz belge né le 24 juin 1924 à Liège et décédé le 6 août 1994 dans la même ville.
Il est le père de la batteuse Micheline Pelzer (elle-même épouse du pianiste Michel Graillier) qui tenait un club de jazz, le JP’s Jazz club, dans la maison où a vécu son père à Liège.

## Biographie
Jacques Pelzer a mené parallèlement une carrière de pharmacien et de musicien.
Il a fait ses débuts dans le monde du jazz en 1947, dans les « Bob Shots » du saxophoniste Bobby Jaspar (où l'on trouvait aussi René Thomas).
Au fil de sa carrière, on a pu  l'entendre avec la plupart des grands jazzmen belges (Toots Thielemans, Francy Boland, Benoît Quersin, Philip Catherine…) mais aussi avec de nombreux jazzmen américains (Dexter Gordon, Stan Getz, Lee Konitz, Philly Joe Jones, Bill Evans, Chet Baker…).
Il a surtout été un ami fidèle du trompettiste Chet Baker avec qui il a enregistré de nombreux disques et participé à plusieurs tournées.
Jacques Pelzer a surtout pratiqué un jazz imprégné par le bebop mais aussi par le cool jazz et la musique de Lennie Tristano. Cependant, dans les années 1960, il a joué parfois du free jazz (avec Don Cherry, Gato Barbieri, Archie Shepp…) et, dans les années 1970, du jazz fusion (avec le groupe « Open Sky Unit »). À partir des années 1980, il est revenu à des esthétiques plus « classiques » et au jazz « acoustique ».
Pour l'anecdote, on a pu voir Jacques Pelzer dans un épisode de 1981 des « Enquêtes du Commissaire Maigret » (« La Danseuse du Gai-Moulin »).
Il a été le premier musicien belge à avoir sa stèle de son vivant. Celle-ci se trouve à la ferme Madelonne à Gouvy.
Son dernier saxophone se trouve exposé dans le jazz club de la Ferme.
Il est inhumé à Herstal.

## Discographie sélective

### En tant que leader
- 1993 : Salute to the Band Box (Igloo Records)